# Сидоряк, Николай Иванович
Николай Иванович Сидоряк (укр. Микола Іванович Сидоряк, чеш. Nikolaj Sedorjak; 2 октября 1891, Великий Бычков, Австро-Венгрия — 18 сентября 1934, Москва, СССР) — руководитель коммунистического и рабочего движения в Закарпатье.

## Биография
Николай Иванович Сидоряк родился 2 октября 1891 года в селе Великий Бычков в семье рабочих. По специальности токарь, с юных лет работал на химическом заводе. 
Революционную деятельность начал в 1918 году. Участвовал в восстании 1918 года в Которском заливе и Венгерской Советской Республике 1919 года. С 1921 года — член Коммунистической партии Чехословакии, в 1922—1930 годах — член Подкарпатского крайкома КПЧ, в 1924, 1925 и 1929 годах избирался депутатом парламента КПЧ. Проводил революционную работу, руководил стачками и демонстрациями в разных населённых пунктах Закарпатья.
После сложения депутатских полномочий его сменил однопартиец Пал Тёрёк, а сам он в 1931 году выехал на лечение в СССР. Умер 18 сентября 1934 года в возрасте 42 лет в Москве.